# カーニー郡 (ネブラスカ州)
座標: 北緯40度31分 西経98度57分 / 北緯40.51度 西経98.95度
カーニー郡（英: Kearney County）は、アメリカ合衆国のネブラスカ州にある郡。2000年時点での人口は6,882人で、郡庁所在地はミンデン (Minden)。
カーニー郡は隣接するバッファロー郡とカーニー小都市圏を構成している。
ネブラスカ州のナンバープレートで、カーニー郡の車両は最初の数字が52になっている。これは1922年にナンバープレートの制度を確立した際、カーニー郡の車両登録数が州内の郡のなかで52番目に多かったからである。

## 歴史
カーニー郡は1860年に組織された。郡の名はカーニー砦（フォート・カーニー）にちなんで名づけられた。また、そのカーニー砦という名はアメリカ陸軍のスティーブン・W・カーニー少将にちなんで名づけられた。

## 地理
アメリカ合衆国国勢調査局によると、この郡は総面積1,337 km2 (516 mi2) である。このうち1,337 km2 (516 mi2)が陸地で、0 km2 (0 mi2) が海や湖などの水地域である。総面積のうち0.02%が水地域となっている。

### 隣接する郡
- バッファロー郡（北）
- アダムズ郡（東）
- ウェブスター郡（南東）
- フランクリン郡（南）
- ハーラン郡（南西）
- フェルプス郡（西）

## 人口動静

2000年の時点での郡の人口ピラミッド

2000年の国勢調査によると、カーニー郡には6,882人、2,643世帯、及び1,902家族が暮らしている。人口密度は5/km2 (13/mi2) で、2/km2 (6/mi2) の平均的な密度に2,846軒の住居が建っている。この郡の人種の構成は白人97.82%、黒人（アフリカ系アメリカ人）0.16%、先住民0.20%、アジア系0.23%、太平洋諸島系0.01%、その他の人種0.99%、及び混血0.58%で、2.34%の人々がヒスパニックまたはラテン系である。
カーニー郡に住む2,643世帯のうち、34.40%は18歳未満の子どもと暮らしており、62.90%は夫婦で生活している。6.40%は未婚の女性が世帯主であり、28.00%は家族以外の住人と同居している。24.30%は独居で、全世帯の10.90%は65歳以上の独居老人世帯である。1世帯あたりの平均人数は2.50人であり、家庭の場合は2.98人である。
郡の住民は26.80%が18歳未満の子どもで、18歳以上24歳以下が6.40%、25歳以上44歳以下が27.50%、45歳以上64歳以下が22.70%、および65歳以上が16.70%となっている。平均年齢は39歳である。女性100人に対して男性は98.40人いて、18歳以上の女性100人に対しては男性は94.60人いる。
郡の世帯ごとの平均収入は39,247米ドルで、家族ごとでは44,877米ドルである。男性の29,987米ドルに対して女性は20,081米ドルの平均的な収入がある。この郡の一人当たりの収入 (per capita income) は18,118米ドルである。総人口の8.50%、家族の5.50%は貧困線以下である。18歳未満の子どもの10.00%及び65歳以上の6.80%は貧困線以下の生活を送っている。

## コミュニティ

### 都市
- ミンデン (en:Minden, Nebraska)

### 村
- アクステル (en:Axtell, Nebraska)
- ハートウェル (en:Heartwell, Nebraska)
- ノーマン (en:Norman, Nebraska)
- ウィルコックス (en:Wilcox, Nebraska)

### その他コミュニティ
- ドビータウン (en:Dobytown, Nebraska)

## 郡区
- ブレイン (en:Blaine Township, Kearney County, Nebraska)
- コスモ (en:Cosmo Township, Kearney County, Nebraska)
- イートン (en:Eaton Township, Kearney County, Nebraska)
- グラント (en:Grant Township, Kearney County, Nebraska)
- ヘイズ (en:Hayes Township, Kearney County, Nebraska)
- リバティー (en:Liberty Township, Kearney County, Nebraska)
- リンカーン (en:Lincoln Township, Kearney County, Nebraska)
- ローガン (en:Logan Township, Kearney County, Nebraska)
- ローウェル (en:Lowell Township, Kearney County, Nebraska)
- メイ (en:May Township, Kearney County, Nebraska)
- ミラージ (en:Mirage Township, Kearney County, Nebraska)
- ニューアーク (en:Newark Township, Kearney County, Nebraska)
- オナイダ (en:Oneida Township, Kearney County, Nebraska)
- シャーマン (en:Sherman Township, Kearney County, Nebraska)